# Rzeczpospolita Obojga Narodów (cykl esejów)
Rzeczpospolita Obojga Narodów – cykl esejów historycznych Pawła Jasienicy wydany w latach 1967–1972 przez Państwowy Instytut Wydawniczy.
Na cykl składają się następujące tomy:
1. Srebrny Wiek – wydany po raz pierwszy w 1967 roku
2. Calamitatis regnum – wydany po raz pierwszy w 1967 roku
3. Dzieje agonii – wydany po raz pierwszy w 1972 roku

Całość ukazała się w 1982 roku.
Książka ta jest kontynuacją Polski Piastów i Polski Jagiellonów. Należy do większego cyklu esejów poświęconych historii Polski przedrozbiorowej. Cykl ten jest zaliczany do najbardziej znanych dzieł w literaturze polskiej.

## Tematyka
Część pierwsza obejmuje niespełna 80 lat dziejów Polski i omawia okres od czasów bezkrólewia po bezpotomnej śmierci Zygmunta II Augusta (1572), kończącej rządy Jagiellonów. Po krótkim epizodzie Henryka III Walezego (1573-1574), dziesięciolecie panowania Stefana Batorego (1576-1586). W tomie tym autor opisuje próby naprawy i umocnienia władzy królewskiej oraz wojny z Moskwą o Inflanty.
Druga część opisuje lata 1648-1696, zakończone abdykacją Jana II Kazimierza (1648-1668), który zmagał się z wojną z Kozakami (powstanie Chmielnickiego), Rosją i Szwecją. Wojny te przyniosły wyniszczenie kraju, chaos w życiu politycznym, utratę terytoriów i osłabienie znaczenia Rzeczypospolitej. Po niezbyt szczęśliwych rządach Michała Korybuta Wiśniowieckiego (1669-1677), chwilowo tylko poprawiło sytuację wstąpienie na tron Jana III Sobieskiego, znakomitego wodza i przewidującego polityka, który starał się, z miernym skutkiem, wzmocnić władzę królewską.
Trzecia część opisuje lata 1696-1795, w czasie których nasiliły się procesy upadku państwa, które doprowadziły w końcu do rozbiorów. Sprzyjało temu burzliwe panowanie Augusta II zwanego Mocnym (1697-1706, 1709-1733) i jego syna Augusta III (1733–1763) z saskiej dynastii Wettinów, przeplecione krótkotrwałymi epizodami rządów Stanisława Leszczyńskiego (1704-1709 i 1733-1736). Wykorzystując bezsilność zrywanych sejmów, sąsiedzi Polski skutecznie przeciwstawili się próbom reform ustroju w Rzeczypospolitej. Objęcie tronu przez Stanisława Augusta Poniatowskiego (1764–1795), rzecznika reform i wzmocnienia państwa, doprowadziło do wybuchu konfederacji barskiej (1768-1772), po którym nastąpił pierwszy rozbiór Rzeczypospolitej między Rosję, Prusy i Austrię.